# Leucite
La leucite est un minéral appartenant à la famille des tectosilicates et en particulier au groupe des feldspathoïdes. Sa formule est KAlSi2O6.
La structure de la leucite est dérivée de celle de la cristobalite. À basse température, la leucite est tétragonale, de groupe d'espace I 41/a : dans la structure, les tétraèdres d'aluminium et de silicium partagent des sommets pour former des anneaux à 4 et 6 éléments ; les atomes de potassium ont une coordination 12 dans des grandes cavités de la structure. La substitution du sodium par le potassium est très limitée. À environ 605 °C, la leucite se transforme en  cubique, groupe d'espace {\displaystyle Ia{\bar {3}}d}. 
Normalement, la leucite se présente sous forme de cristaux trapézoédriques (voir Icositétraèdre trapézoïdal) qui à basse température sont des pseudomorphes de ceux de la forme de haute température.
La leucite peut se distinguer de la néphéline et de l'analcime par la présence de macles en croix, comme dans le microcline.
La transition cubique-tétragonale au refroidissement a été attribuée aux dimensions limitées de l'ion potassium, qui ne peut pas suivre la taille des cavités à basse température.
La leucite est la première phase à cristalliser à partir d'un liquide riche en potassium, avant les feldspaths.
Malgré sa rareté, la leucite se trouve relativement abondante dans certaines laves récentes. Elle apparaît toujours dans les roches pauvres en silice et donc jamais dans les roches quartzifères. 